# Relaciones Francia-Uruguay
Las relaciones Francia-Uruguay son las relaciones exteriores entre la República francesa y la República Oriental del Uruguay. Ambas naciones disfrutan de relaciones amistosas, cuya importancia se centra en la historia de la migración francesa al Uruguay. A fines del siglo XIX, un tercio de la población de Uruguay era de ascendencia francesa. Ambas naciones son miembros de las Naciones Unidas.

## Historia
En 1828, Uruguay obtuvo su independencia después de la Guerra del Brasil. Poco después, ambas naciones establecieron relaciones diplomáticas. En marzo de 1838, Francia impuso un bloqueo al Río de la Plata por dos años contra Argentina durante la Guerra contra la Confederación Perú-Boliviana. En 1839, comenzó la Guerra Grande en Uruguay. Desde el principio, Francia buscaba fuerzas aliadas para luchar contra el gobernador de Buenos Aires, Juan Manuel de Rosas. Para este propósito, los franceses apoyaron al Presidente uruguayo, Fructuoso Rivera, y lo ayudaron a derrotar al Presidente constitucional, Manuel Oribe, quien estaba en buenos términos con el gobernador Rosas. El 24 de octubre de 1838, Manuel Oribe renunció y huyó a Buenos Aires, y Fructuoso Rivera asumió el poder. A finales del siglo XIX, la comunidad francesa representaba aproximadamente un tercio de la población de Uruguay, la mayoría procedente del País Vasco francés y la provincia Bearne.
En octubre de 1964, el presidente francés Charles de Gaulle realizó una visita a Uruguay, convirtiéndose en el primer jefe de gobierno francés en visitar la nación sudamericana. Durante su visita, de Gaulle se reunió con el presidente uruguayo Daniel Fernández Crespo.
En 1973, Uruguay entró en una dictadura militar. Como resultado, los opositores políticos fueron perseguidos y muchos huyeron al exilio, la mayoría a otras naciones de América Latina. Francia acogió a numerosos exiliados uruguayos y suspendió las relaciones diplomáticas durante el período militar. En 1985, se restablecieron las relaciones diplomáticas entre ambas naciones con la caída de la dictadura uruguaya y la restauración de la democracia.
Varios países latinoamericanos, entre ellos Uruguay, han sido acusados de refugiar a miembros de la organización terrorista ETA buscados en España y Francia, siendo Canadá y Estados Unidos los únicos países americanos que clasificaron esta organización como grupo terrorista.
Ambos países mantienen una fuerte afinidad política, cultural y lingüística. El Estado uruguayo se inspiró del modelo francés (laicismo, Código Napoleónico y el sistema educativo). En 2012, Uruguay se convirtió en una nación observadora de la Organización Internacional de la Francofonía.
Ha habido numerosas visitas y reuniones entre líderes de ambas naciones. En marzo de 2016, el presidente francés, François Hollande, realizó una visita al Uruguay y se reunió con el presidente Tabaré Vázquez. En diciembre de 2018, el presidente uruguayo, Tabaré Vázquez, visitó Francia y se reunió con el presidente Emmanuel Macron.

## Visitas de alto nivel

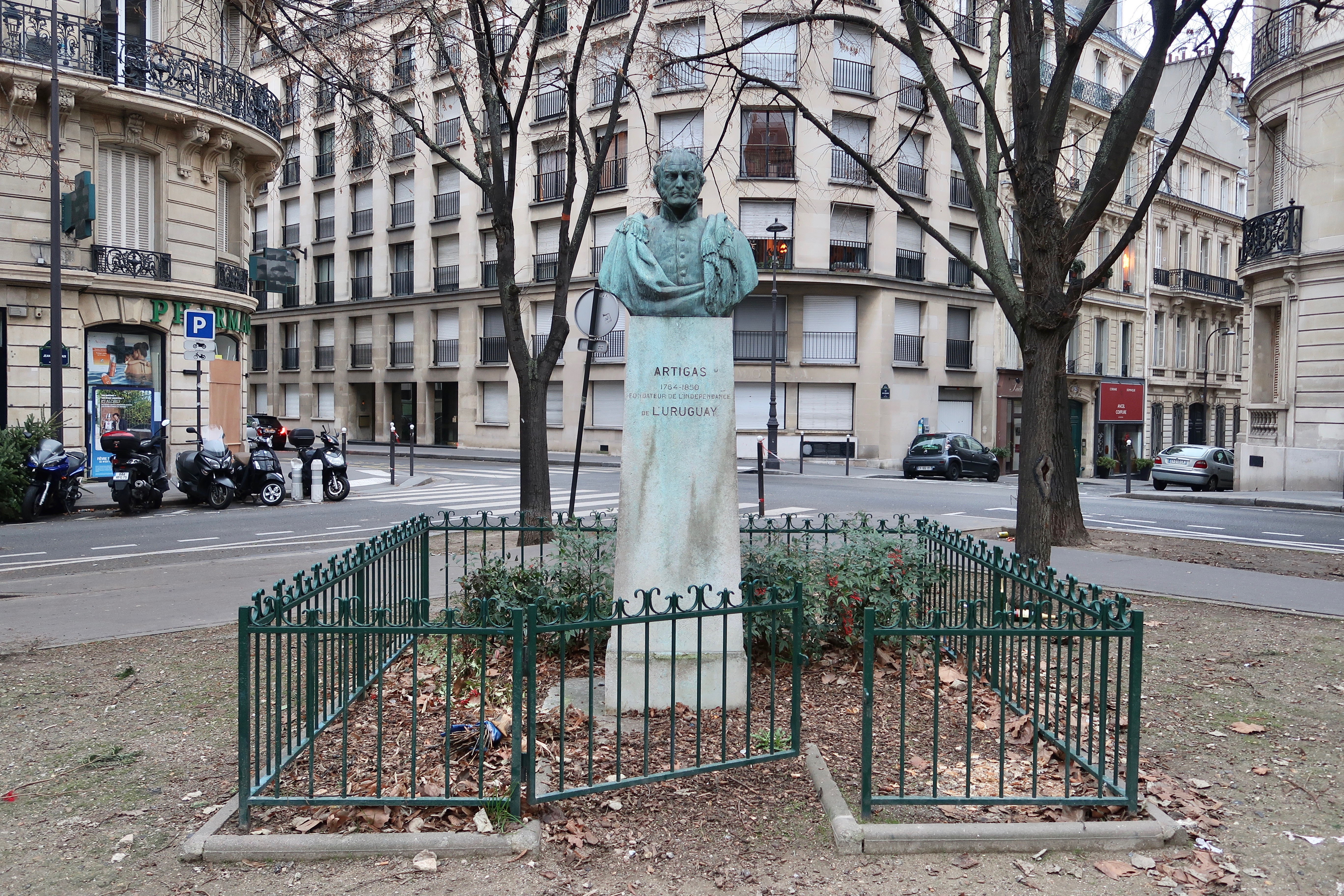
Busto del héroe de la independencia uruguaya, José Gervasio Artigas, en París.

Visitas de alto nivel de Francia al Uruguay
- Presidente Charles de Gaulle (1964)
- Presidente François Mitterrand (1987)
- Presidente Jacques Chirac (1997)
- Secretario de Estado de francés en el extranjero Édouard Courtial (2011)
- Ministra Delegada para La Francofonía Yamina Benguigui (2013)
- Presidente François Hollande (2016)
- Enviado Especial Jean-Pierre Bel (2018)

Visitas de alto nivel del Uruguay a Francia
- Presidente Julio María Sanguinetti (1999)
- Ministro de Economía Álvaro García Rodríguez (2010)
- Ministro de Educación y Cultura Ricardo Ehrlich (2012, 2013, 2014)
- Ministro de Relaciones Exteriores Luis Almagro (2014)
- Presidente Tabaré Vázquez (2005,2015, 2018)

## Acuerdos bilaterales
Ambas naciones han firmado varios acuerdos, como un Acuerdo de Cooperación de programa de becas de educación superior para los estudiantes uruguayos en Francia (2018); Acuerdo para el reconocimiento mutuo de títulos universitarios (2018); Acuerdo de Cooperación Ambiental (2018); Acuerdo de Cooperación sobre la enseñanza de la lengua francesa en Uruguay (2018); Acuerdo de Cooperación de Defensa (2018); Acuerdo de Cooperación Científica y Académica (2018); y un Acuerdo de Cooperación en la investigación y enseñanza pública.

## Comercio
En 2017, el comercio bilateral entre ambas naciones ascendía a €276 millones de euros. Las principales exportaciones de Francia al Uruguay incluyen: perfumes y cosméticos; vehículos y accesorios para automóviles; equipos mecánicos y maquinaria industrial. Las principales exportaciones del Uruguay a Francia incluyen: compras de pulpa y carne de res. Uruguay se ubica como el octavo socio comercial más grande de Francia en América Latina. Francia también es uno de los principales inversores de Uruguay. Más de sesenta empresas francesas operan en Uruguay y son responsables de aproximadamente 8,000 empleos. En 2011, el proveedor automotor mundial francés, Faurecia, abrió una fábrica en Uruguay.

## Misiones diplomáticas residentes
- Francia tiene una embajada en Montevideo.[12]
- Uruguay tiene una embajada en París.

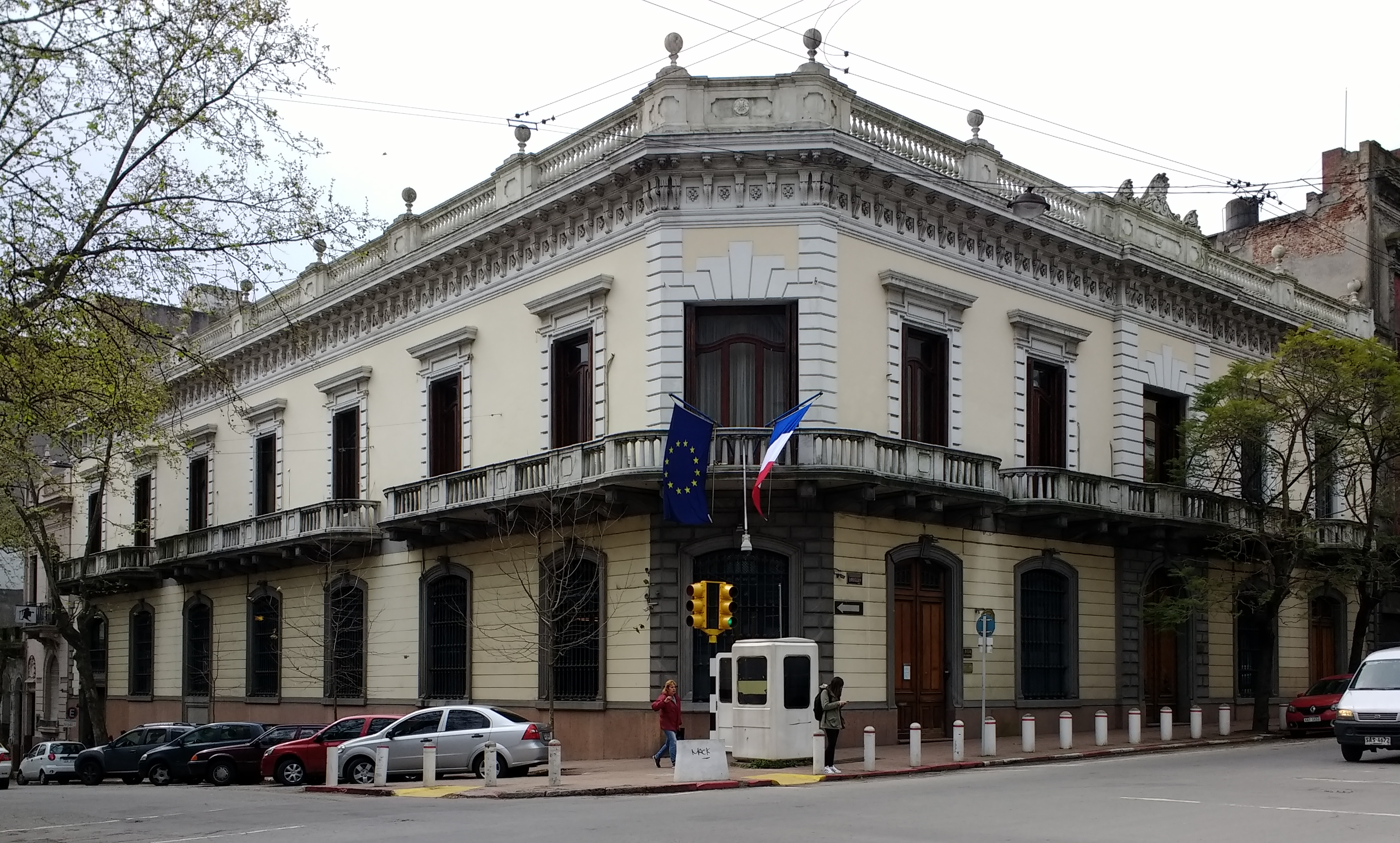
Embajada de Francia en Montevideo
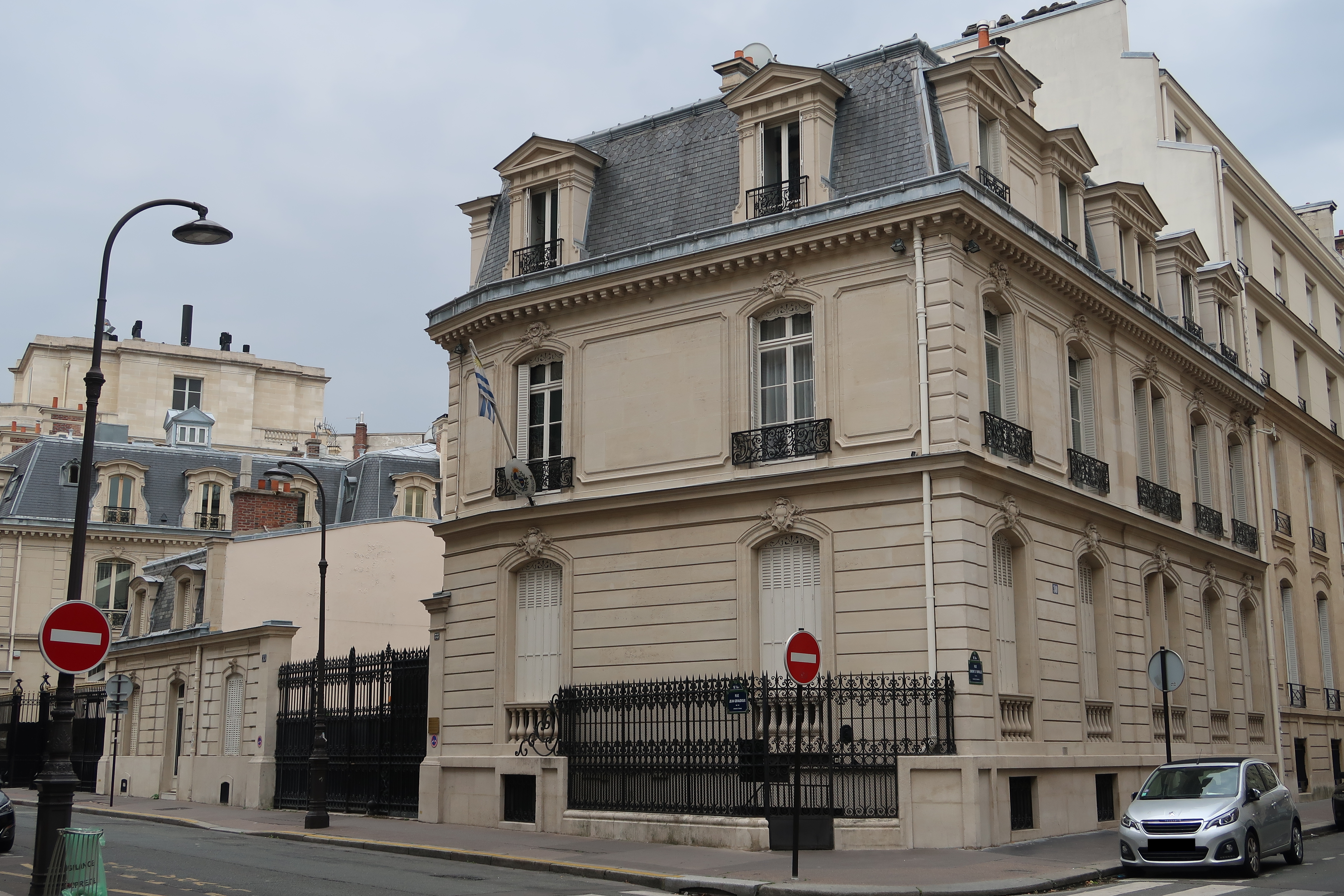
Embajada de Uruguay en París